# Cantons dels Alps de l'Alta Provença

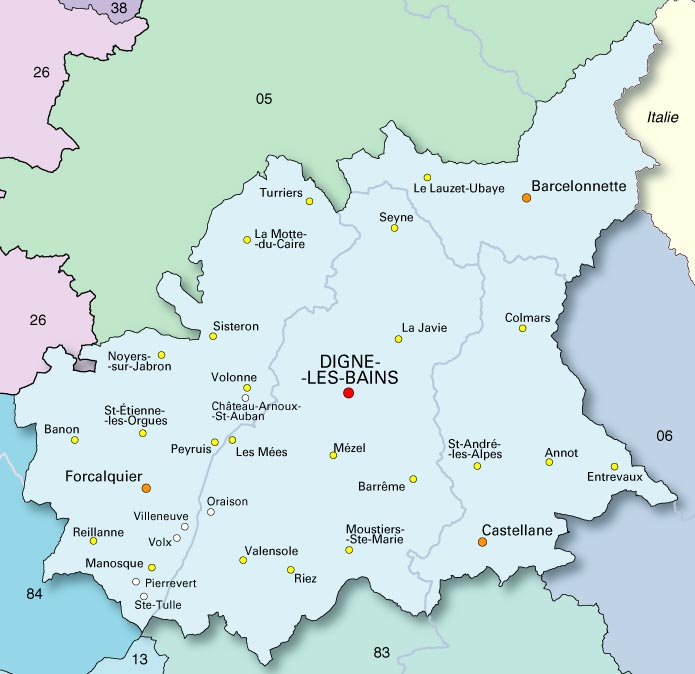
Districtes dels Alps de l'Alta Provença

Fins al 2015, els Cantons dels Alps de l'Alta Provença són 30 i s'agrupen en 4 districtes:
- Districte de Barceloneta de Provença (2 cantons), amb cap a la sotsprefectura de Barceloneta de Provença:

cantó de Barceloneta de Provença - cantó de Lo Lauset
- Districte de Castelana (5 cantons), amb cap a la sotsprefectura de Castelana:

cantó d'Alòs-Còumarç - cantó d'Anòt - cantó de Castelana - cantó d'Entrevaus - cantó de Sant Andrieu
- Districte de Dinha (10 cantons), amb cap a la prefectura de Dinha:

cantó de Barrema - cantó de Dinha Est - cantó de Dinha Oest - cantó de La Jàvia - cantó de Lei Meas - cantó de Mesèu - cantó de Mostiers Santa Maria - cantó de Riés - cantó de Sanha - cantó de Valençòla
- Districte de Forcauquier (13 cantons), amb cap a la sotsprefectura de Forcauquier:

cantó de Banon - cantó de Forcauquier - cantó de Manòsca Nord - cantó de Manòsca Sud-Est - cantó de Manòsca Sud-Oest - cantó de La Mota dau Caire - cantó de Noguièrs - cantó de Peirueis - cantó de Ralhana - cantó de Sant Estève deis Orgues - cantó de Sisteron - cantó de Turriás - cantó de Volona

El 2015 es fa una redistribució cantonal:
- Barcelonnette
- Castellane
- Château-Arnoux-Saint-Auban
- Digne-les-Bains-1
- Digne-les-Bains-2
- Forcalquier
- Manosque-1
- Manosque-2
- Manosque-3
- Oraison
- Reillanne
- Riez
- Seyne
- Sisteron
- Valensole